# Hideki Tsukamoto
Pour les articles homonymes, voir Tsukamoto.
Hideki Tsukamoto (塚本 秀樹, Tsukamoto Hideki) est un footballeur japonais, né le 9 août 1973.